# Hypothyreoïdie
Hypothyreoïdie is een tekort aan schildklierhormonen, er zijn verschillende oorzaken mogelijk:
- Een aandoening waardoor de schildklier zelf niet genoeg schildklierhormonen (thyroxine en tri-joodthyronine) kan maken: primaire hypothyreoïdie
- Een aandoening aan de hypofyse, die de werking van de schildklier en dus de aanmaak van schildklierhormoon reguleert: secundaire hypothyreoïdie
- Een aandoening aan de hypothalamus, die de werking van de hypofyse grotendeels reguleert: tertiaire hypothyreoïdie.

Meestal wordt met hypothyreoïdie primaire hypothyreoïdie bedoeld. Dit komt voor bij gemiddeld 2,1 promille van de bevolking, bij vrouwen veel vaker dan bij mannen. Er is een toename met het vorderen van de leeftijd. Secundaire en tertiaire hypothyreoïdie zijn veel zeldzamer.

## Jodium
In het verleden was een veelvoorkomende oorzaak (bijvoorbeeld in Zwitserland, en in Nederland de streek rond Kampen) een jodiumtekort in de voeding. Jodium is essentieel bij de aanmaak van de schildklierhormonen. Een tekort aan jodium leidt tot een endemische struma en een hypothyreoidie. In sommige landen is dit nog steeds een belangrijke oorzaak (Pakistan). Bij gebruik van gejodeerd keukenzout (JoZo) voor het koken kan geen tekort ontstaan. In Nederland en België wordt door bakkers ook gejodeerd zout gebruikt, waardoor endemische struma hier praktisch niet meer voorkomt, hoewel het onder de allochtone bevolking nog wel wordt gezien.

## Oorzaken
De belangrijkste oorzaak van primaire hypothyreoïdie in Nederland is tegenwoordig de ziekte van Hashimoto, een auto-immuunziekte van de schildklier.
Andere mogelijke oorzaken van hypothyreoïdie zijn:
- Een behandeling met radioactief jodium
- Het gebruik van jodiumhoudende farmaca
- Na een operatie waarbij de schildklier is verwijderd (thyreoïdectomie)
- Een schildklierontsteking (thyreoïditis)
- Een aangeboren afwijking (congenitale hypothyreoïdie, dit kan leiden tot cretinisme).
- Onvoldoende jodium in de voeding (endemische hypothyreoidie)
- Sommige geneesmiddelen (lithium, interferon alfa)
- Overmatige jodiuminname (kelp, radiocontrastmiddel).[2]

## Symptomen

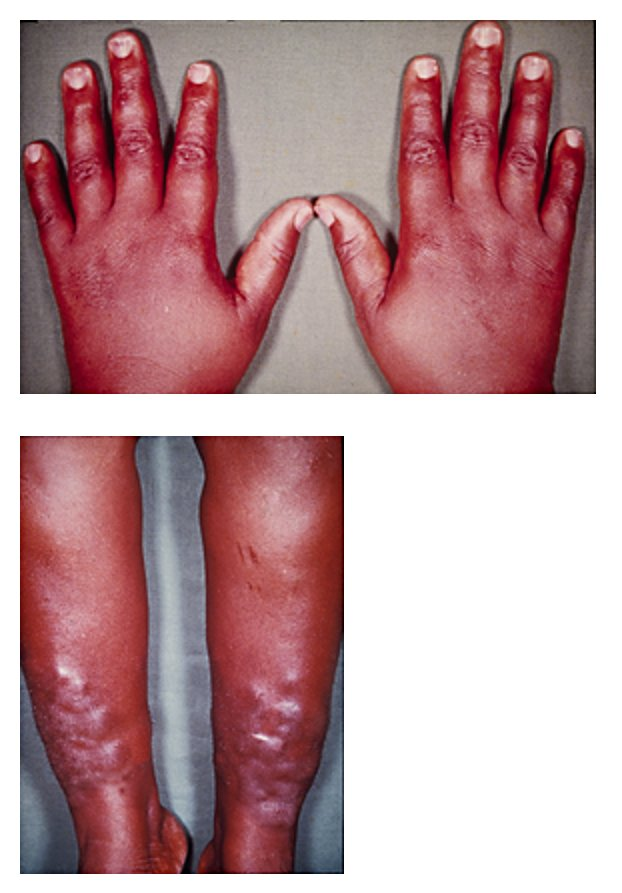
Myxoedeem, typisch klinisch verschijnsel bij hypothyreoïdie

Vaak een heleboel vage klachten die ook toegeschreven kunnen worden aan andere aandoeningen. Patiënten zijn kouwelijk, worden traag en sneller vermoeid en er bestaat misschien een zekere mate van obstipatie. De stem wordt wat lager en krakeriger, en er bestaat vaak een wat typische gelaatsvorm of blik, die vooral duidelijk wordt bij het vergelijken van een foto met een foto uit de tijd dat de patiënt nog goed was. De menstruatiecyclus kan van slag raken.
Depressieve klachten worden regelmatig toegeschreven aan hypothyreoïdie, echter ondanks veelvuldig onderzoek is de relatie tussen depressie en hypothyreoïdie nog niet eenduidig. In diverse grote onderzoeken lijkt er geen verband te zijn tussen depressieve klachten en hypothyreoïdie.
Mogelijke verschijnselen zijn:
- Vermoeidheid
- Kouwelijkheid
- Struma
- Droge, koude, bleek-gele huid
- Traagheid in denken en handelen
- Myxoedeem (bijvoorbeeld van het gezicht, dikke oogleden en enkels)
- Wenkbrauwuitval
- Haaruitval en broos haar
- Langzame spraak
- Gewichtstoename
- Geheugenverlies
- Concentratiestoornissen
- Kortademigheid (oppervlakkige ademhaling), benauwdheid, Slaap-apneu (tot zeer ernstig)
- Hese, krakende stem
- Spierzwakte
- Apathie
- Psychoses - soms treden paranoïde beelden op.[4]
- Verstopping
- Vocht vasthouden in ledematen
- Doofheid
- Nervositeit
- Breekbare, broze nagels
- Stijve, pijnlijke spieren en gewrichten met name in armen, benen, heupen en handen
- Carpaletunnelsyndroom
- Heviger menstruatie
- Tepeluitvloed
- Minder zin in seks (libidoverlies)
- Vruchtbaarheidsstoornissen
- Pubertas praecox (voortijdige puberteit)
- Hartklachten (ritmestoornissen)
- Oogklachten (exophthalmus)
- Ook symptomen die klassiek bij hyperthyreoïdie voorkomen kunnen zich voordoen.
- Aangezien het thyreotropinevrijmakend hormoon (TRH, naar het Engelse thyreotropin-releasing hormone), het hormoon dat uit de hypothalamus losgelaten wordt in een reactie op gedaalde schildklierhormoonlevels in het bloed, naast de TRH-receptor in de hypofyse (voor vrijlating van het thyroïdstimulerend hormoon, TSH, dat de schildklier zal activeren tot aanmaak en vrijlating van schildklier) ook receptor voor het prolactinevrijmakend hormoon (PRLH, dat normaliter eveneens vrijgelaten wordt door de hypothalamus bij gedaalde prolactinespiegels) in de hypofyse stimuleert, kan men ook licht - doch merkbaar - gestegen prolactinewaarden zien in het bloed.

## Congenitale hypothyreoïdie
Bij aangeboren hypothyreoïdie treedt een complex van verschijnselen op dat als cretinisme wordt aangeduid - een typisch gelaat, dwerggroei en ernstige tot zeer ernstige geestelijke achterstand. In gebieden met jodiumtekort was dit vroeger niet zeldzaam; tegenwoordig is het meestal een aangeboren afwijking die als het goed is met de hielprik binnen een week na de geboorte wordt opgespoord, waarna door tijdige toediening van schildklierhormoon meestal een normale lichamelijke en geestelijke ontwikkeling kan worden gewaarborgd. De aangeboren vorm is vrij zeldzaam, ongeveer 70 kinderen worden per jaar in Nederland opgespoord, 1 op 3000 geboorten. Naast congenitale hypothyreoïdie is ook aangetoond dat verschillen in de schildklierfunctie van de moeder een negatief effect kunnen hebben op de hersenontwikkeling van het kind.

## Diagnostiek
Diagnostiek gebeurt door bepaling van het actieve schildklierhormoon T3 en/of de voorfase daarvan (T4), en van het regulerende hypofysehormoon (TSH: schildklierstimulerend hormoon). Dit kan in een klinisch chemisch laboratorium, waar het vrije T4 (FT4), het vrije T3 (FT3) en de TSH worden vastgesteld.
Wanneer in het bloed te weinig schildklierhormoon (FT3 en FT4) zit, is er sprake van een hypothyreoïdie. Bij de diagnostiek kan vervolgens onderscheid gemaakt worden tussen primaire, secundaire en tertiaire hypothyreoïdie. Daarvoor is de TSH-spiegel van belang.
- Wanneer er een hoeveelheid TSH in het bloed zit die hoger is dan normaal (de hypofyse stimuleert de schildklier dus meer dan normaal), is er sprake van een probleem in de schildklier (primaire hypothyreoïdie): het probleem is gelegen in de schildklier zelf. Hoewel de schildklier gestimuleerd wordt, is hij niet in staat om (voldoende) schildklierhormoon af te geven.
- De adenohypofyse geeft TSH af wanneer de schildklier zijn schildklierhormoon moet gaan afgeven. Wanneer er weinig schildklierhormoon in het bloed zit én weinig TSH, dan is er een probleem met de stimulatie van de schildklier (secundaire hypothyreoïdie), want normaal zou de adenohypofyse bij een lage hoeveelheid schildklierhormoon de schildklier gaan stimuleren door middel van TSH. Nu de schildklier niet gestimuleerd wordt, zal hij ook weinig hormoon afgeven.

Het is mogelijk dat de bloedspiegels van de schildklierhormonen FT3 en FT4 normaal zijn - er is dus geen sprake van klinische hypothyreoïdie - terwijl toch de TSH verhoogd is. Dat geeft aan dat de schildklier een extra sterke stimulans nodig heeft om voldoende schildklierhormoon te produceren. Dat kan een voorteken van hypothyreoïdie zijn.
Bij het beoordelen van de bloedwaarden is het daarom belangrijk dat een te hoge TSH niet zonder meer wordt geaccepteerd. Overige symptomen moeten hierbij in de afweging worden meegenomen. Om een uitspraak over de gezondheid te doen moeten naast TSH de FT4 en antistoffen worden bepaald én de klachten geïnventariseerd worden.
Bij de diagnostiek kan ook onderscheid gemaakt worden tussen het vrije hormoon (FT4) en de totale hoeveelheid (dus ook het gebonden deel). Wanneer er een lage hoeveelheid FT4 is maar een normale totale hoeveelheid T4, dan is er sprake van een bindingsprobleem: het bloedeiwit albumine bindt te veel schildklierhormoon. Omgekeerd kan er natuurlijk ook te veel FT4 zijn en normaal totaal T4: dan wordt er te weinig gebonden.
Samengevat: bij laag T3/T4 bestaat er hypothyreoïdie. Wanneer TSH verhoogd is en T3/T4 verlaagd, dan is de oorzaak gelegen in de schildklier. Is TSH verlaagd, dan ligt het probleem bij de aansturing (hypothalamus en hypofyse). Is TSH verhoogd maar de zijn de T3/T4 normaal dan kan er sprake zijn van een latente hypothyreoïdie (voorteken).
Bij een probleem met de schildklier worden vaak ook schildklierautoantistoffen bepaald.

## Behandeling
De behandeling van hypothyreoïdie met als oorzaak een niet-functionerende schildklier, bestaat uit een kleine dagelijkse dosis van het synthetische schildklierhormoon levothyroxine. Dit geeft over het algemeen een snelle verbetering van de klachten. De patiënt moet het hormoon levenslang blijven gebruiken. Hoewel de behandeling levensreddend is zal de kwaliteit van leven van deze patiënten niet altijd terugkeren naar het niveau van voor de aandoening. Een klein deel houdt klachten ook bij goede instelling van de therapie, wat eigenlijk niet goed wordt begrepen. Een oorzaak hiervoor zou liggen in het onvermogen van de huidige behandelmethodes (zoals hormoonsuppletie bij hypothyreoïdie) om de biologische schildklierfunctie goed na te bootsen.
Soms kan het instellen van de juiste hoeveelheid synthetisch schildklierhormoon of levothyroxine geruime tijd in beslag nemen. Enerzijds omdat de ziekte van Hashimoto nog actief kan zijn, waardoor de schildklier 'schommelt', anderzijds omdat er veel misverstanden bestaan, bij huisartsen en zelfs bij specialisten, over wat juiste bloedwaarden zijn. De TSH moet idealiter ingesteld worden op kleiner dan 1 (<1.0 mU/L), maar mag niet onmeetbaar worden, omdat dat botontkalking tot gevolg kan hebben. Aan de andere kant zijn er veel mensen die geen enkel verschil waarnemen tussen verschillende doseringen van het schildklierhormoon. De instelling geschiedt dan vooral op het TSH.
De behandeling van hypothyreoïdie met als oorzaak een tekort aan jodium, bestaat uit extra jodiumsuppletie. Deze afwijking komt in Nederland eigenlijk niet voor onder de autochtone bevolking.